# Litoria ewingii
Litoria ewingii is een kikker uit de familie Pelodryadidae. De soort werd lange tijd tot de familie boomkikkers (Hylidae). In de literatuur wordt daarom vaak de verouderde situatie vermeld.
De soort werd voor het eerst wetenschappelijk beschreven door André Marie Constant Duméril en Gabriel Bibron in 1841. Oorspronkelijk werd de wetenschappelijke naam Hyla Ewingii gebruikt. De soortaanduiding ewingii is een eerbetoon aan Thomas James Ewing (1813 – 1882).
De lichaamslengte varieert van ongeveer 3 tot 5 centimeter. In tegenstelling tot de meeste boomkikkers is de kleur bruin, de poten zijn voorzien van kleine zwemvliezen en de tenen dragen relatief kleine hechtschijfjes.
Litoria ewingii komt voor in New South Wales (Australië) en op het eiland Tasmanië. Op Nieuw-Zeeland is de kikker geïntroduceerd. De soort heeft een verspreidingsgebied van meer dan 300.000 vierkante kilometer en staat bekend als zeer algemeen. Verschillende habitats zijn een geschikt leefgebied, van berggebieden tot ondergelopen grasland en weilanden en in tuinen.

## Afbeeldingen

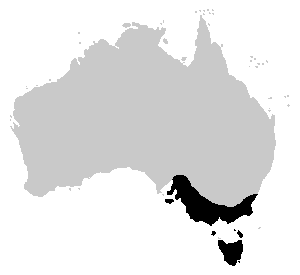
Oorspronkelijke verspreiding.
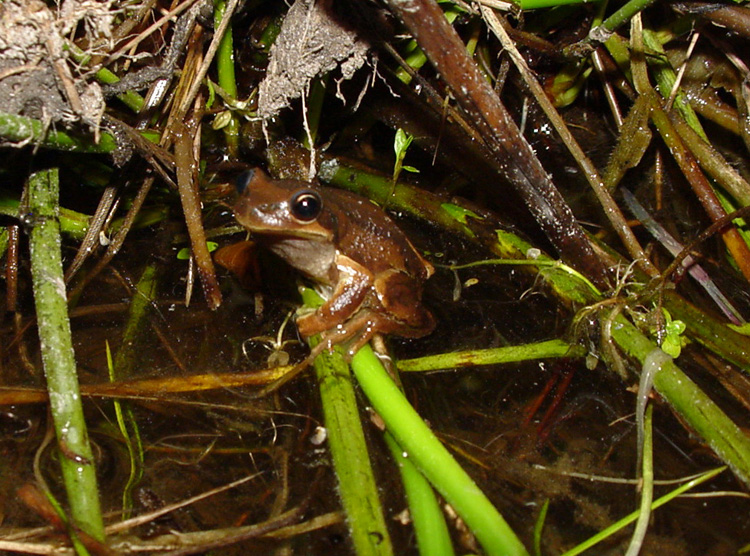
Een exemplaar uit Nieuw-Zeeland
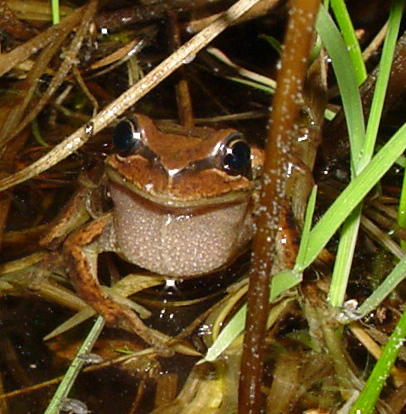
Kwakend mannetje
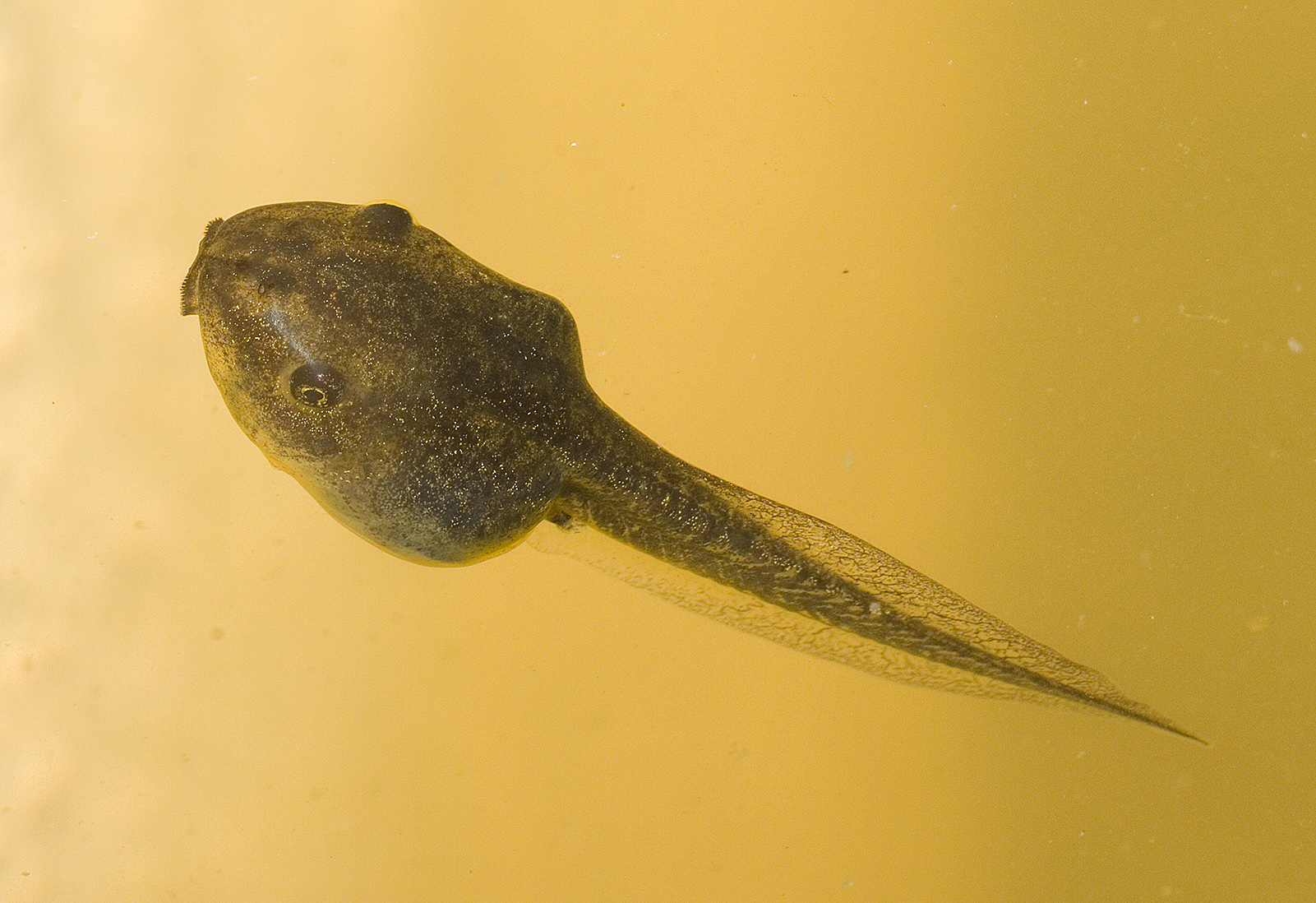
Kikkervisje